# Christophe Moulin (football, 1958)
Pour les articles homonymes, voir Christophe Moulin et Moulin (homonymie).
Christophe Moulin, né le 6 novembre 1958, est un joueur et entraîneur de football suisse.

## Carrière
Ancien joueur notamment du FC Martigny-Sports et du FC Sion, il est devenu entraîneur au terme de sa carrière de joueurs, se retrouvant sur les bancs du FC Monthey, du  FC Martigny-Sports, du Stade Nyonnais FC, puis du FC Sion, d'octobre 2005 à mai 2006. Durant cette période le FC Sion remporta sa dixième coupe de Suisse et décrocha sa promotion en Super League.